# Carpanthus axillaris
Carpanthus axillaris là một loài dương xỉ trong họ Salviniaceae. Loài này được Raf. mô tả khoa học đầu tiên năm 1808.
Danh pháp khoa học của loài này chưa được làm sáng tỏ. 